# Виксель, Ингвар
Карл Густав Ингвар Виксель (швед. Karl Gustaf Ingvar Wixell; 7 мая 1931, Лулео, Швеция — 8 октября 2011, Мальмё, Швеция) — шведский оперный певец (баритон). Каммерзенгер Немецкой оперы в Берлине (1970).

## Биография
Ингвар Виксель родился 7 мая 1931 года в Лулео. После завершения Стокгольмской музыкальной академии стал солистом театра города Евле в 1952 году.
В 1955 году дебютировал в Королевской опере в Стокгольме в партии Папагено в опере Моцарта «Волшебная флейта» и оставался солистом этого театра до 1967 года.
Зарубежный дебют Викселя состоялся в 1959 году на Эдинбургском фестивале во время гастролей Королевской оперы.
В 1960 году исполнил партию Гульельмо в опере Моцарта «Так поступают все» на Глайндборнском фестивале.
В 1965 году Виксель участвовал в международном песенном конкурсе «Евровидение» в Неаполе, представляя Швецию.
В 1966 году дебютировал на Зальцбургском фестивале, а в 1971 — на Байрёйтском вагнеровском фестивале.
В 1967 году он был приглашен в качестве солиста в Немецкую оперу в Берлине, где выступал более 30 лет.
В 1972 году исполнил партию Симона Бокканегры в одноименной опере Верди на сцене Королевского театра Ковент-гарден.
В 1973 году исполнил партию Риголетто в одноименной опере Верди в Метрополитен-опера.
Среди других партий, исполненных Викселем: Белькоре в «Любовном напитке» Доницетти, Фигаро в « Севильском цирюльнике» Россини, Эскамильо в «Кармен» Бизе, Амонасро в «Аиде» Верди, Скарпиа в «Тоске» Пуччини, главные партии в операх «Дон Жуан» Моцарта, «Фальстаф» Верди и «Евгений Онегин» Чайковского.
В 1991 году правительство Швеции наградило его золотой медалью «Иллис кворум».
В 2003 году завершил карьеру, исполнив партию учителя музыки в опере Рихарда Штрауса «Ариадна на Наксосе» в опере Мальмё .
Скончался 8 октября 2011 года в Мальмё.

## Семья
Жена Маргарета и две дочери, Марит и Джетт.

## Избранная дискография
- Моцарт, граф Альмавива в «Женитьбе Фигаро» под управлением сэра Колина Дэвиса, 1971, с Джесси Норман
- Моцарт, заглавная партия в «Дон Жуане» под управлением Колина Дэвиса, 1973 г.
- Верди, Бельфиоре в опере «Король на час», дирижер Ламберто Гарделли, 1973 г.
- Пуччини, барон Скарпиа в «Тоске» под управлением Колина Дэвиса, 1976, с Монсеррат Кабалье
- Верди, граф ди Луна в «Трубадуре» под управлением Ричарда Бонинга, 1976, с дамой Джоан Сазерленд и Мэрилин Хорн
- Доницетти, Белькоре в «Любовном напитке» под управлением сэра Джона Причарда, 1977, с Пласидо Доминго
- Доницетти, Дон Альфонсо в опере «Лукреция Борджиа» под управлением Ричарда Бонинга, 1977 г.
- Леонкавалло, Тонио в «Паяцах» под управлением Джузеппе Патане, 1977, с Миреллой Френи
- Пуччини, Микеле в «Плаще», дирижер Лорин Маазель, с Ренатой Скотто, 1977
- Пуччини, Шарплесс в опере «Мадам Баттерфляй» под управлением Лорина Маазеля, 1978, с Ренатой Скотто, Пласидо Доминго и Джиллиан Найт
- Верди, Ренато в опере «Бал-маскарад» под управлением Колина Дэвиса, 1978—1979, с Хосе Каррерасом
- Пуччини, Марсель в «Богеме» под управлением Колина Дэвиса, 1979, с Катей Риччарелли
- Пуччини, барон Скарпиа в опере «Тоска» под управлением Даниэля Орена, 1990, с Райной Кабаиванской
- Шведские баллады Августа Сёдермана, Вильгельма Петерсон-Бергера, Вильгельма Стенхаммара и Туре Рангстрема под управлением Йохана Арнелла, 1997 г.

## Фильмография
- 1983 — «Риголетто» (главная роль). Экранизация одноименной оперы Верди, режиссер Жан-Пьер Поннель, дирижёр Шайи, РикардоРиккардо Шайи. С Эдитой Груберовой и Лучано Паваротти